# Isla Corea
Isla Corea är en ö i Peru. Den ligger i departementet Loreto.
Ön ligger på den peruanska sidan av Amazonfloden som här utgör gränsflod mot Colombia.